# Macrocera obsoleta
Macrocera obsoleta är en tvåvingeart som beskrevs av Edwards 1927. Macrocera obsoleta ingår i släktet Macrocera och familjen platthornsmyggor. Inga underarter finns listade i Catalogue of Life.